# Julie Tatham
Julie Tatham, född 1 juni 1908 i Flushing i New York, död 7 juli 1999 i Alexandra i Georgia, var en amerikansk författare. Hon skrev bland annat böckerna om Cherry Ames och Vicki Barr. I båda serierna har hon skrivit vissa böcker och Helen Wells andra. Hon har även givit ut böckerna om Trixie Belden och Ginny Gordon under pseudonymen Julie Campbell. De flesta av de böcker hon skrev skrev hon under en tioårsperiod.
Innan Julie Tatham blev författare på heltid arbetade hon bland annat inom tidningsvärlden, som journalist och på hotell. Förutom barn- och ungdomslitteratur har hon också skrivit vissa vuxenböcker.

### Cherry Ames
Se även sidan om Cherry Ames-serien
- At Spenser (1949) Cherry Ames på barnsjukhuset (1959)
- Night Supervisor (1950) Cherry Ames - nattsköterska (1959)
- Dude Ranch nurse  (1953) Cherry Ames i Vilda Västern (1962)
- Country Doctor's Nurse (1955) Cherry Ames - mottagningssköterska (1963)
- Mountaineer Nurse (1951) Cherry Ames - ödemarkssköterska (1961)
- Clinic Nurse (1952) Cherry Ames - polikliniksköterska (1961)
- Rest home nurse (1954) Cherry Ames – sköterska på vilohem (1962)

### Vicki Barr-serien
Se även sidan om Vicki Barr-serien
- The Clue of the Broken Blossom (1950) Vicki och giftblommans gåta (1973)
- Behind the White Veil (1951) Vicki i dimmornas dal (1974)
- The Mystery at Hartwood House (1952) Vicki och spöktjuven (1975)

### Böckerna om Trixie Belden
(under pseudonym Julie Campbell) 
- Trixie Belden and the Secret of the Mansion (1948) Trix och spökhuset (1970)
- Trixie Belden and the Red Trailer Mystery (1950) Trix och husvagnsmysteriet (1970)
- Trixie Belden and the Gatehouse Mystery (1951) Trix och diamantmysteriet (1971)
- Trixie Belden and the Mysterious Visitor (1954)Trix och den objudne gästen (1972)
- Trixie Belden and the Mystery Off Glen Road (1956) Trix och tjuvskytten (1973)
- Trixie Belden and the Mystery in Arizona (1958)Trix och mysteriet i Arizona (1974)

### Böckerna om Ginny Gordon
(under pseudonym Julie Campbell) 
- Ginny Gordon and the Mystery of the Disappearing Candlesticks (1948) - på sv. Ginny och mysteriet med ljusstakarna (1959)
- Ginny Gordon and the Missing Heirloom (1950)
- Ginny Gordon and the Mystery at the Old Barn (1951)
- Ginny Gordon and the Lending Library (1954)
- Ginny Gordon and the Broadcast Mystery (1956)

### Andra böcker
- True Stories of Heroic Dogs (under namnet George Watson Little) (1951)
- Comanche
- The Mongrel of Merryway Farm (1952)
- World Book of Dogs (1953)
- Rin Tin Tin's Rinty (1954)
- The Mystery at Stony Cove (under namnet Jay Morrow) (1955)
- To Nick From Jan (1957)
- The Old Testament Made Easy (1985)
- To Nick From Jan(1987)